# Скрытые христианские объекты в регионе Нагасаки
Скрытые христианские объекты в регионе Нагасаки — объект всемирного наследия ЮНЕСКО, состоящий из 12 объектов (церквей и памятников), в Нагасаки, связанных с историей христианства в Японии. За каждой из церквей Нагасаки стоит история о возрождении христианства после длительного периода официального преследования.
В 2007 году список был представлен в ЮНЕСКО для включения в Список всемирного наследия. Изначально заявка включала в себя 26 объектов. В 2018 году объект включён в список всемирного наследия по критерию iii.

## Христианство в Японии
Христианство появилось в Японии в 1549 году вместе с миссионером-иезуитом святым Франциском Ксаверием. Его проповедь была успешной. Новую религию приняли даже несколько даймё. Правительства Тоётоми Хидэёси и Токугава Иэясу преследовало христианство. После восстания в Симабаре (1637—1638) официальные репрессии в отношении христиан соединились с политикой самоизоляции страны, продлившейся более двух столетий. С прекращением этого периода в 1850-х годах и началом реформ Мэйдзи, деятельность христианских миссионеров в Японии была возобновлена и ряд скрытых христиан (главным образом католиков) открыто исповедовали свою религию. Церковь Оура, построенная в 1864 году стала первым христианским храмом, построенным в Японии после периода гонений на христианство.

## Список
| Название                                                        | Дата   | Место             | Вид здания | Статус                     | Изображение |
| --------------------------------------------------------------- | ------ | ----------------- | ---------- | -------------------------- | ----------- |
| Церковь Оура яп. 大浦天主堂                                     | 1864   | Нагасаки          | кирпичное  | национальное сокровище     |             |
| Церковь Куросима яп. 黒島天主堂                                 | 1902   | Сасебо            | кирпичное  | важный памятник культуры   |             |
| Бывшая церковь Горин яп. 旧五輪教会堂                           | 1881   | Гото              | деревянное | важный памятник культуры   |             |
| Церковь Касирагасима яп. 頭ヶ島天主堂                           | 1919   | Синкамигото       | каменное   | важный памятник культуры   |             |
| Церковь Табира яп. 田平天主堂                                   | 1917/8 | Хирадо            | кирпичное  | важный памятник культуры   |             |
| Церковь Шицу яп. 出津教会                                       | 1882   | Нагасаки          | кирпичное  |                            |             |
| Церковь Оно яп. 大野教会堂                                      | 1893   | Нагасаки          | каменное   | важный культурный памятник |             |
| Бывшая церковь Нокуби яп. 旧野首教会                            | 1908   | Одзика            | кирпичное  |                            |             |
| Церковь Эгами яп. 江上天主堂                                    | 1917/8 | Гото              |            | важный памятник культуры   |             |
| Замок Хара яп. 原城跡                                           |        | Минамисимабара    |            | памятник истории           |             |
| Священные места и деревни острова Хирадо яп. 平戸島の聖地と集落 |        | Хирадо, Нагасаки  |            | важный памятник культуры   |             |
| Деревня Сакицу в Амакусе яп. 天草の﨑津集落                     |        | Амакуса, Кумамото |            |                            |             |

## Объекты, не вошедшие в список
| Название                                                  | Дата | Место          | Вид здания           | Статус                   | Изображение |
| --------------------------------------------------------- | ---- | -------------- | -------------------- | ------------------------ | ----------- |
| Бывшая католическая семинария яп. 旧羅典神学校            | 1875 | Нагасаки       | кирпичное            | важный памятник культуры |             |
| Церковь Аосагаура яп. 青砂ヶ浦天主堂                      | 1910 | Синкамигото    | кирпичное            | важный памятник культуры |             |
| Мементос отца Марка Марии де Роца яп. ド・ロ神父遺跡      |      | Нагасаки       |                      |                          |             |
| Бывший Центр помощи Шицу яп. 旧出津救助院                 |      | Нагасаки       |                      | важный памятник культуры |             |
| Церковь Додзаки яп. 堂崎教会                              | 1907 | Гото           | кирпичное            |                          |             |
| Церковь Хоки яп. 宝亀教会                                 | 1899 | Хирадо         | деревянное кирпичное |                          |             |
| Христианское надгробие яп. 吉利支丹墓碑                   |      | Минамисимабара |                      | памятник истории         |             |
| Памятник 26 мученикам в Нагасаки яп. 日本二十六聖人殉教地 | 1864 | Нагасаки       |                      |                          |             |
| Церковь Святого Доминика яп. サント・ドミンゴ教会跡       | 1609 | Нагасаки       |                      |                          |             |
| Собор Ураками яп. 浦上天主堂                              | 1959 | Нагасаки       | железобетонное       |                          |             |
| Бывшая резиденция архиепископа яп. 旧大司教館             | 1914 | Нагасаки       |                      |                          |             |
| Церковь Каминосима яп. 神ノ島教会                         | 1897 | Нагасаки       | кирпичное            |                          |             |
| Церковь Куросаки яп. 黒崎教会                             | 1920 | Нагасаки       | кирпичное            |                          |             |
| Церковь Химосаси яп. 紐差教会                             | 1929 | Хирадо         | железобетонное       |                          |             |
| Церковь Осо яп. 大曾教会                                  | 1916 | Синкамигото    | кирпичное            |                          |             |
| Замок Хиноэ яп. 日野江城跡                                |      | Минамисимабара |                      | памятник истории         |             |